# Ставропігія Вселенського патріарха в Києві
Місія «Ставропігія Вселенського патріархату в Україні» (грец. Αποστολή «Σταυροπηγία του Οικουμενικού Πατριαρχείου στην Ουκρανία», трансліт. Apostoli «Stavropigia tou Oikoumenikou Patriarcheiou stin Oukrania») — постійне представництво Вселенського патріархату Константинополя в Києві.

## Історія
З 1592 по 1686 рр. Києво-Печерська лавра була ставропігією Вселенського патріархату Константинополя.

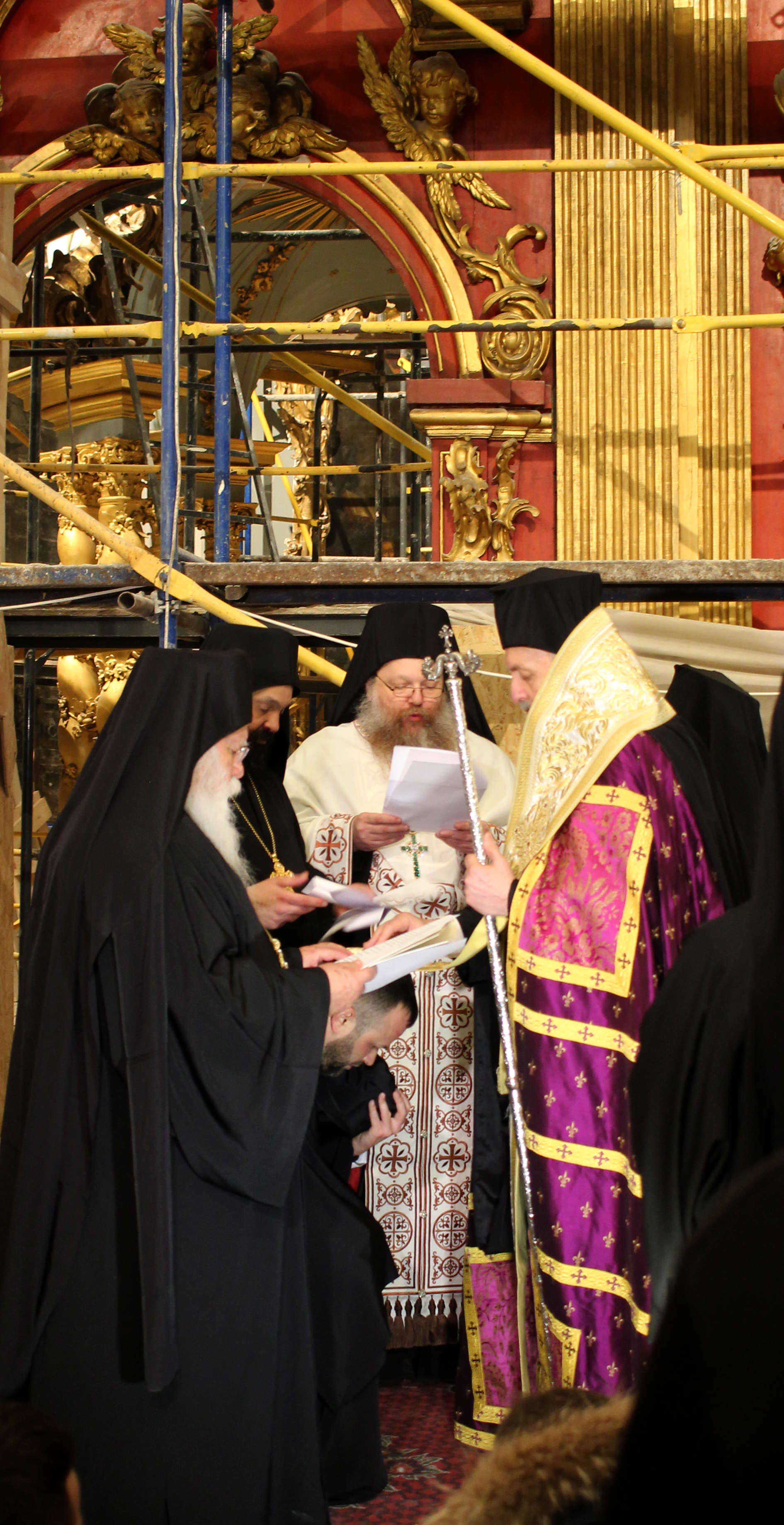
Хіротесія архімандрита Михаїла на екзарха Вселенського патріархату в Києві (2 лютого 2019)

Відновлена в жовтні 2018 року, виходячи зі скасування грамоти від 1686 року про надання дозволу Московському патріарху звершувати хіротонії Київських митрополитів.
9 січня 2019 Священний синод Вселенського патріархату Константинополя призначив главою ставропігії в Києві архімандрита (з 8 листопада 2020 року — єпископа Команського) Михайла (Аніщенка), який служив до цього в храмі святого Аліпія Стовпника в Антальї, в Пісідійській митрополії.
2 лютого 2019 року в Андріївській церкві відбулася хіротесія архімандрита Михаїла (Аніщенка) в екзарха Вселенського патріархату в Києві, яку очолив митрополит Галльський Еммануїл (Адамакіс) у співслужінні грецьких єрархів.
13 грудня 2020 року в Андріївській церкві відбулась урочиста Літургія з нагоди відкриття храму.
27 січня 2023, у Ставропігії Вселенського Патріархату в Україні презентували перше богослужбове Євангеліє-апракос в перекладі українською з грецької, видане завдяки допомозі УПЦ США.
Того ж року, завдяки фінансовій підтримці української діаспори з США, особливо митрополита Антонія (Щерби), предстоятеля УПЦ США та архиєпископа Даниїла (Зелінського), у Ставропігії Вселенського Патріарха в Україні було організовано пункт незламності, який був забезпечений електрогенератором, духовною літературою, місцем для перебування під час повітряних тривог. Там люди могли зігрітись, побесідувати із священнослужителем, зарядити мобільні пристрої та бути на зв’язку з близькими та колегами завдяки доступу до інтернету.  

## Канонічний статус
Рішення про відновлення своєї ставропігії в Києві було прийнято Синодом Константинопольської православної церкви під головуванням патріарха Варфоломія 11 жовтня 2018 року. Ставропігія існує на постійній основі і є свого роду «церковним посольством» на зразок ватиканської нунціатури.
Ставропігія (грец. «Σταυροπήγιο» – «εμπηγνύω έναν Σταυρό», трансліт. «Staeropeyio» — «empeynύo enan Staero») означає «забивати [в землю] (або встановлювати) Хрест». Хронологічно термін належить до епохи Юстиніана, або й ще раніше. Хрест надавався Патріархом (Вселенським Константинопольським) або Священним Синодом певної Автокефальної Церкви, для розміщення у місці заснування монастирів. Цей факт був свідченням того, що будова, яка буде зведена цьому місці, перебуває у їхньому (Патріарха чи Синоду) безпосередньому підпорядкуванні. Ставропігійні монастирі не підпадають під владу місцевого єпископа, натомість напряму залежать від Священного Синоду місцевої Автокефальної Церкви, або Вселенського Патріарха. Вселенський Патріарх реалізує свою владу, як правило, через свого представника (Екзарха). Водночас місцевий єпископ не вмішується в управління монастирем, не відвідує його як керуючий, та  присутній під час постригу монахів лише на запрошення ігумена монастиря.
Екзарх (грец. Ο Έξαρχος, ο «εκ της αρχής», трансліт. O Έxarchos, o «ek tes arches») — це представник Патріарха та його особистий посланник, який здійснює у ставропігійних монастирях або церквах звичайну пастирську діяльність.

## Розташування
18 жовтня 2018 року Верховна Рада ухвалила закон «Про особливості користування Андріївською церквою Національного заповідника „Софія Київська“», згідно з яким Андріївська церква передана в постійне і безоплатне користування Вселенському патріархату.

## Богослужіння
Доки тривала реставрація головного храму, регулярні богослужіння відбувалися в стилобатному приміщенні Андріївської церкви. Наприкінці липня 2021 року ставропігія отримала дозвіл на звершення богослужіння в основному храмі.
У головному храмі Андріївської церкви богослужіння відбуваються за юліанським календарем, а в нижньому храмі Андріївської церкви, каплиці на честь святого апостола Вартоломія (стилобатна частина), за новоюліанським календарем.

## Голови Ставропігії
- Єпископ Команський Михаїл (Аніщенко) з 11 січня 2019 року[6].